# Cetatea Brest (film)
Cetatea Brest (în rusă: Брестская крепость; transliterare: Brestskaia krepost) (2010) este un film de război regizat de Alexander Kott. Filmul prezintă apărarea sovietică a fortăreței Brest din iunie 1941 când a avut loc primul ordin nazist de retragere.
Scenariul urmează evenimentele cât mai aproape de faptele istorice pe cât este posibil, de asemena Muzeul Fortăreței Brest a colaborat la scenariu. Deși Brest a fost în zona Belarusului anexată de Polonia, filmul nu face nicio referire la invazia Poloniei din 1939 de către trupele aliate din Uniunea Sovietică și Germania nazistă în condițiile Pactului Molotov-Ribbentrop, și nicio trimitere către ocupația poloneză a Belarusului. Se face referire doar la câțiva dezertori polonezi care le dezvăluie rușilor că se tem de o invazie surpriză a germanilor.

## Prezentare

Imagine din film cu un contratac rus contra a 3 tancuri și 2 divizii germane

Filmul este narat din perspectiva unui băiat care avea (pe atunci) 15 ani, Sașa Akimov și prezintă în special cele mai importante trei centre de rezistență împotriva asediului german prelungit: una în frunte cu comandantul regimentului Piotr Gavrilov, alta condusă de comisarul politic Yefim Fomin și a treia de șeful avanpostului de frontieră 9, Andrei Mitrofanovici Kijevatov.

## Actori
- Alexei Kopașov - Sașa Akimov

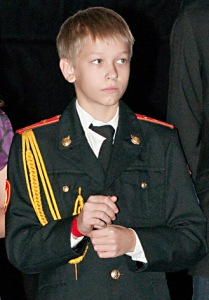
Alexei Kopașov

- Andrei Merzlikin - Lt. Andrei Kijevatov
- Pavel Derevianko - comisarul regimentului Yefim Fomin
- Alexandr Korșunov - maior Piotr Gavrilov, comandantul Regimentului 44
- Benik Arakelian - politruc Samuel Matevosian
- Serghei Țepov - Căpitan Ivan Zubaciev
- Evghenie Țiganov - Poșernikov
- Iuri Anpilogov - Koftun
- Chiril Boltaev - locotenent Vinogradov
- Alexandru Kuzmich - șef de stație
- Anatolie Kot - sabotor german
- Ilia Mozgovoi - ofițer german
- Anna Zukanowa - Sonia